# Benjamin Lundy
Benjamin Lundy (Hardwick, 4 gennaio 1789 – Lowell, 22 agosto 1839) è stato un oratore, giornalista quacquero, editore di un giornale abolizionista statunitense del New Jersey ed impegnato in attività contro la schiavitù. Insegnò e pubblicò cercando di limitare l'espansione della schiavitù e cercò di trovare un posto al di fuori degli Stati Uniti per stabilire una colonia in cui gli schiavi liberati potessero trasferirsi.
Come sottolineò William Lloyd Garrison in un elogio funebre, Lundy non fu il primo abolizionista americano, ma «fu il primo dei nostri connazionali a dedicare la sua vita e tutto il suo potere esclusivamente alla causa degli schiavi».

## Primi anni e vita familiare
Lundy nacque da Joseph e Elizabeth Shotwell Lundy, entrambi quaccheri, a Greensville, Hardwick Township, Contea di Sussex, New Jersey. Sua madre morì quando aveva quattro anni, ma lui si avvicinò alla matrigna, Mary Titus Lundy. Da ragazzo lavorò nella fattoria di suo padre, frequentando la scuola solo per brevi periodi. Nel 1804 il New Jersey approvò una legge che consentiva la graduale emancipazione degli schiavi, anche se il censimento del 1810 nella Contea del Sussex mostrò che più della metà dei 758 neri erano ancora ridotti in schiavitù.
Tuttavia a quel punto il giovane Lundy si era trasferito a Wheeling, Virginia (ora Virginia Occidentale). Nel 1808 fu apprendista presso un sellaio. Sul fiume Ohio, Wheeling era un importante punto di transito della tratta degli schiavi da uno stato all'altro, con gruppi di schiavi che spesso marciavano attraverso la città. Molti sarebbero stati spediti lungo il fiume Ohio verso il Kentucky (uno stato schiavista) e altri stati schiavisti lungo il fiume Mississippi. A Wheeling, Lundy vide in prima persona molte iniquità inerenti all'istituzione della schiavitù, compreso l'uso di fruste e mazze per costringere gli esseri umani scalzi a camminare nel fango e nella neve. Decise di dedicare la sua vita alla causa dell'abolizione.
Lundy conobbe anche una famiglia quacchera locale, gli Stanton, che viveva a una dozzina di miglia a ovest di Wheeling, a Mount Pleasant, Ohio. L'Ohio non permetteva la schiavitù, e Benjamin Stanton sarebbe diventato un membro del Congresso degli Stati Uniti da quel distretto e due decenni dopo la morte di Lundy, suo fratello Edwin Stanton sarebbe diventato Segretario alla Guerra sotto il presidente Abraham Lincoln.
Nel dicembre 1814 Lundy ed Esther Lewis dichiararono la loro intenzione di sposarsi durante la riunione quacchera locale, e lo fecero il 13 febbraio 1815. Suo fratello William sposò Lydia Stanton, sorella di David Stanton (padre di Edwin Stanton). Il 18 novembre 1815 ebbero il loro primo figlio, Susan Maria Lundy Wierman (morta nel 1899). Nei decenni successivi Esther ebbe altri due figli, Charles Tallmadge Lundy (1821-1870) e Benjamin Clarkson Lundy (1826-1861) e altre due figlie, Elizabeth (1818-1879) ed Esther (1826-1917).

## Carriera

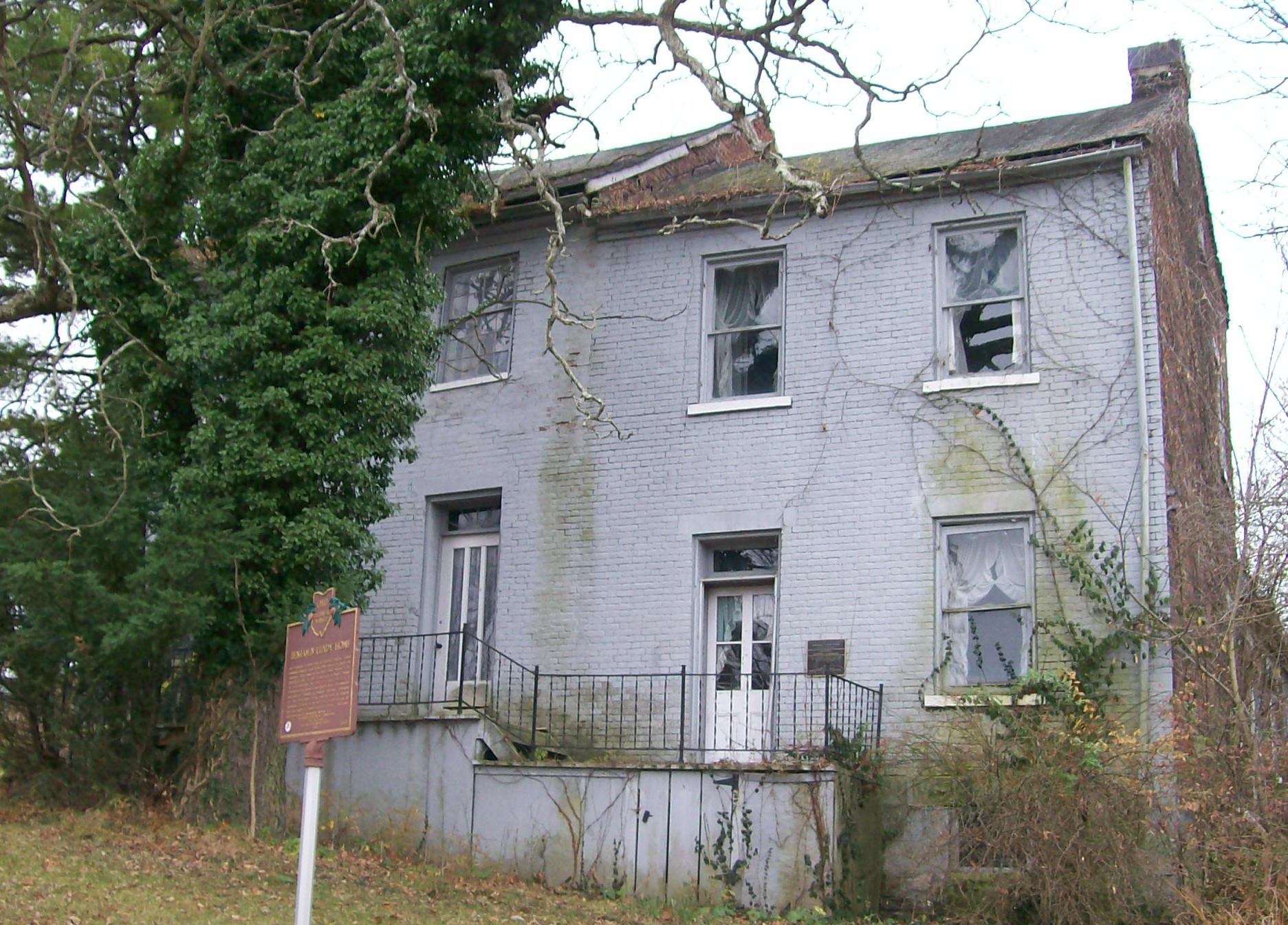
Casa di Lundy a Mount Pleasant

La giovane famiglia si stabilì a Saint Clairsville, Ohio, dove Lundy presto avviò una redditizia attività di selleria lungo l'autostrada ovest (che in seguito divenne l'nterstate 70). Nel 1815 lui e altri cinque organizzarono anche un'associazione anti-schiavista, nota come Union Humane Society, che in pochi mesi contava più di 500 membri. Tra i membri di spicco figuravano l'avvocato giornalista Charles Hammond, James Wilson (nonno del presidente Woodrow Wilson) e William Dean Howells (padre di William Dean Howells). Anche il collega quacchero Charles Osborne, che dirigeva il Philanthropist (poi trasferitosi a Cincinnati), gli mostrò le basi del giornalismo e della stampa.
Nel giorno del suo compleanno, il 4 gennaio 1816, Lundy pubblicò una circolare in cui indicava il suo intento di fondare una società nazionale contro la schiavitù per concentrare il sentimento e l'attività antischiavista. Questo divenne il lavoro della sua vita. Chiamò il suo primo figlio col nome di James Tallmadge, il cui discorso contro la schiavitù alla Camera dei rappresentanti degli Stati Uniti il 16 febbraio 1819, Lundy stampò integralmente.

### Missouri, Ohio e Tennessee
Lundy decise di liquidare la sua attività di selleria in favore di un'attività editoriale. Lui e tre apprendisti trasferirono le loro scorte a Saint Louis, Missouri, allora al centro di una controversia nazionale sulla schiavitù. Tuttavia, anche quella zona fu colpita da una depressione nazionale a partire dal Panico del 1819. La sua parte perse: il Missouri fu ammesso come stato schiavista a seguito del Compromesso del Missouri del 1820.
L'intrepido attivista perse beni che valutava oltre $1000, poi arrancò per 700 miglia fino a St. Clairsville, solo per scoprire che Osborne aveva venduto la sua attività di stampa a Elisha Bates, che non aveva bisogno di ulteriore aiuto. Lundy fondò quindi il suo giornale anti-schiavitù, il Genius of Universal Emancipation, a Mount Pleasant, Ohio, con il primo numero pubblicato nel gennaio 1821. Questo periodico, prima mensile e poi settimanale, fu pubblicato successivamente in Ohio, Greenville, Tennessee, Baltimora, Maryland, il Distretto di Columbia e Filadelfia, Pennsylvania. Appariva in modo irregolare e, a volte, quando Lundy era assente per conferenze, veniva rilasciato da qualsiasi ufficio a cui poteva accedere. Giornali tra cui il Niles Weekly Register, il New York Spectator e giornali del Connecticut e di Edwardsville, Illinois, hanno ristampato le denunce di Lundy.
Tuttavia l'attivismo anti-schiavista non pagò bene e i proprietari di schiavi non credettero alle argomentazioni di Lundy, secondo cui la schiavitù soffocava il progresso, nonostante i suoi confronti tra la relativa prosperità di New York e della Pennsylvania con la Virginia. Lundy era stato reclutato a Greenville, nel Tennessee, per lavorare contro la schiavitù in uno stato schiavista dopo la morte di Elihu Embree, ma trovò un'ostilità formidabile. Lundy utilizzò le attrezzature acquistate dalla tenuta di Embree per iniziare a pubblicare l'American Economist and Weekly Political Reporter con prezzi agricoli più standard, affari e notizie politiche nel 1822. Continuò anche a tenere conferenze contro la schiavitù e nel 1824 partecipò alla Convenzione americana per l'abolizione della schiavitù, a Filadelfia, in Pennsylvania, dove si collegò con altri attivisti, tra cui Robert Purvis. Si recò anche a New York per incontrare l'attivista quacchero Elias Hicks e per tenere una conferenza contro la schiavitù nella Carolina del Nord.

### Baltimora e il Distretto di Columbia
Dopo aver scelto Baltimora per ristabilire la sua attività dopo aver deciso di trasferirsi dal Tennessee, Lundy trasferì la sua famiglia nel Maryland nell'ottobre del 1825. Questo permise a Lundy di stampare il suo giornale settimanale invece che mensile o anche meno frequentemente. Lundy pubblicò anche una biografia della Contea di Harford, del filantropo e abolizionista Elisha Tyson, nonché una proposta per la graduale emancipazione degli schiavi. Nel 1826, un proprietario di schiavi si offrì di liberare dodici schiavi se Lundy li avesse accompagnati ad Haiti. Lo fece, ma al suo ritorno scoprì che sua moglie Ester era morta dando alla luce due gemelli, e che i suoi figli erano dispersi tra gli amici.
Il 9 gennaio 1827 il più famoso schiavista di Baltimora, Austin Woolfolk, su cui Lundy aveva indagato nei registri pubblici sin dal suo trasferimento a Baltimora e che aveva criticato severamente, aggredì Lundy mentre camminava lungo una strada del centro. Calci alla testa e altre ferite fino a quando gli astanti non tirarono via il Woolfolk dalla sua vittima di corporatura esile, confinarono Lundy nel suo letto per diversi giorni. Woolfolk si dichiarò colpevole di aggressione, ma il giudice Nicholas Brice concordò con gli avvocati di Woolfolk che Lundy lo aveva provocato criticando l'occupazione legale di Woolfolk, e quindi condannò il commerciante di schiavi a una multa di un dollaro e alle spese processuali. Esortò anche Woolfolk a sporgere denuncia per diffamazione contro Lundy, ma un gran giurì si rifiutò di incriminarlo.
Dal settembre 1829 al marzo 1830, Wm. Lloyd Garrison assistette Lundy nell'edizione di Genius. A quel tempo il giornale aveva sede a Baltimora. Entrambi deploravano la schiavitù, ma Garrison sosteneva l'emancipazione immediata sul suolo americano, mentre Lundy era impegnato in progetti di colonizzazione all'estero. Nel giro di pochi mesi, mentre Lundy viaggiava in Messico, Garrison pubblicò un'esposizione di un viaggio schiavista di ottobre di una nave di proprietà del suo ex vicino, Francis Todd di Newburyport, Massachusetts, in un accordo negoziato da Woolfolk. Garrison pubblicò anche articoli radicali che chiedevano l'emancipazione immediata e affermavano che la tratta degli schiavi era tanto pirata quanto quella degli stranieri. La sua rubrica, la "Lista Nera", che descriveva dettagliatamente le atrocità, portò problemi, dal momento che Garrison non era attento come lo era stato Lundy nell'evitare le diffamazioni. Nel febbraio 1830 il Maryland accusò Garrison di diffamazione criminale, e il giudice Brice, alleato di Woolfolk, condannò Garrison a una multa di cinquanta dollari più le spese giudiziarie e a sei mesi di reclusione se non avesse pagato. Ciò ridusse così tanto la circolazione del Genius che uno scioglimento amichevole della partnership tra Lundy e Garrison ebbe luogo dopo che Garrison finì la sua pena detentiva, dove fu trattato come un prigioniero politico e cenò con il direttore e sua moglie, oltre a scrivere ampiamente. Tuttavia, Garrison tornò a Boston, dove subì un attacco di massa nel 1835, anche se il commercio di Woolfolk diminuì, soppiantato da Franklin & Armfield di Alexandria, a quel tempo nel Distretto di Columbia. Lundy seguì l'attività, trasferendo poco dopo il suo giornale a Washington, DC, dove, dopo alcuni anni sotto diversa proprietà, fallì.

### Haiti, Canada, Texas, Messico e Filadelfia
Oltre a viaggiare attraverso molti stati degli Stati Uniti per tenere conferenze anti-schiavista, secondo quanto riferito fu il primo a farlo, Lundy visitò Haiti due volte, nel 1825 e nel 1829; la Colonia Wilberforce di liberti e schiavi rifugiati in Canada nel 1830-1831, forse in parte evitando polemiche dopo aver pubblicato La ribellione di Nat Turner e il Texas, nel 1832 e di nuovo nel 1833. Lundy cercò anche di trovare un posto adatto al di fuori degli Stati Uniti dove gli schiavi emancipati potessero essere inviati. Tra il 1820 e il 1830 viaggiò "più di 5000 miglia a piedi ed altre 20.000 in altri modi, visitò 19 stati dell'Unione e tenne più di 200 incontri pubblici". I proprietari di schiavi lo denunciarono aspramente e molti non schiavisti disapprovarono la sua agitazione contro la schiavitù.
Nel 1836-1838 Lundy pubblicò un nuovo settimanale anti-schiavista, The National Enquirer, che la Pennsylvania Anti-Slavery Society aveva fondato a Filadelfia, oltre a scrivere ampiamente sui problemi in Texas e Messico, soprattutto per quanto riguardavano la schiavitù. Lundy divenne una voce di spicco nel denunciare la rivoluzione del Texas come un metodo per perpetuare la schiavitù in Texas a dispetto del divieto del Messico (essendo ai tempi il Texas parte del Messico) Quando l'ex presidente John Quincy Adams giunse a Filadelfia l'11 luglio 1836 Lundy lo scortò per incontrare altri quaccheri, tra cui James Mott e sua moglie Lucretia Mott. Sotto la direzione di John G. Whittier, successore di Lundy, quel giornale divenne The Pennsylvania Freeman.
Lundy acquistò una fattoria vicino alla Clear Creek Meeting House, l'istituzione più occidentale degli Hicksite Friends, così come il nuovo villaggio di Lowell, Illinois. Stampò diversi numeri del ristabilito Genius of Universal Emancipation su una macchina da stampa presa in prestito vicino a Hennepin, Illinois.

## Morte ed eredità
Lundy morì dopo una febbre estiva e una breve malattia nella sua fattoria a Lowell, all'età di cinquant'anni. Poco dopo la sua morte, la sua famiglia e i suoi amici a Filadelfia pubblicarono la sua autobiografia Life Travels and Opinions of Benjamin Lundy. Lucretia Mott lo ricordò nel suo discorso del 1848 alla American Antislavery Society di New York.
Cento anni dopo fu dedicata una targa di bronzo al pioniere abolizionista e posta sulla sua tomba. Il tributo recita: "È stato suo destino lottare, per anni quasi da solo, una voce solitaria che gridava nel deserto e, tra tutti, fedele al suo unico grande scopo, l'emancipazione degli schiavi."
La sua casa, la Benjamin Lundy House, a Mount Pleasant è un Monumento Storico Nazionale.

## Pubblicazioni
- (EN) Elizabeth Margaret Chandler, The Poetical Works of Elizabeth Margaret Chandler, with a memoir of her life and character, by Benjamin Lundy, Philadelphia and New York, T. E. Chapman (Philadelphia); Baker, Crane and Day (New York), 1845.
- (EN) Benjamin Lundy, Anti-Texass [sic] Legion: Protest of some free men, states and presses against the Texass rebellion, against the laws of nature and of nations, "Delenda est Texas", Albany, New York, 1845 (archiviato dall'url originale il 23 marzo 2006).
- (EN) Benjamin Lundy, The war in Texas, a review of facts and circumstances, showing that this contest is a crusade against Mexico, set on foot and supported by slaveholders, land-speculators, &c., in order to re-establish, extend, and perpetuate the system of slavery and the slave trade, 2nd, "revised, and enlarged", Philadelphia, 1837.

## Osservazioni
- Questo articolo incorpora il testo di una pubblicazione ora nel pubblico dominio: Hugh Chisholm, ed. (1911). "Lundy, Benjamin". Encyclopædia Britannica (11ª ed.). Cambridge University Press.
- Questo articolo incorpora il testo di una pubblicazione ora nel pubblico dominio: Gilman, D.C.; Peck, H. T.; Colby, F. M., curatori (1905). "Lundy, Benjamin". New International Encyclopedia (1ª ed.). New York: Dodd, Mead.